# Overhead (EDV)
Als Overhead (aus englisch overhead, für Verwaltungsdaten) gelten in der elektronischen Datenverarbeitung (EDV) Daten, die nicht primär zu den Nutzdaten zählen, sondern als Zusatzinformation zur Übermittlung oder Speicherung benötigt werden. Dazu zählt beispielsweise ein vom Empfänger zum Sender zurückgeschickter Überprüfungscode, um die Korrektheit der übertragenen Daten sicherzustellen.
Diese Zusatzdaten lassen sich mit einem Karton beim Paketversand vergleichen: Obwohl der Adressat nur am Inhalt interessiert ist, ist der Karton zum Transport der eigentlichen Ware erforderlich. Nach dem Versand wird der Karton nicht mehr benötigt.
Um den Bedarf an Bandbreite und Speicherplatz zu minimieren, ist die Größe der Verwaltungsdaten unter Umständen ein wichtiges Kriterium bei der Entscheidung, bestimmte Verfahren und Techniken in der EDV zu verwenden.
Overhead entsteht ganz allgemein in Computerprogrammen, zum Beispiel der Speicheroverhead beim Funktionsaufruf durch den vom Stack benötigten Speicher; dynamische Speicherzuweisung hat einen Zeitoverhead (siehe Speicherverwaltung), genauso die dynamische Typenprüfung oder Typumwandlung von Variablen, welche in Skriptsprachen oft verwendet werden. Overhead wird aber auch ganz allgemein als Zusatzarbeit übersetzt, die z. B. durch Schleifen oft und unnötig durchgeführt werden muss, erst recht, wenn ein Abbruch-Kriterium schon erreicht war.